# 曹子京
灵殇公曹子京（?—?），曹操的儿子，母亲是李姬。同母兄弟有曹子乘、曹子整，早薨。太和五年（231年），曹睿追封叔叔曹子京为灵公，谥号殇，无后。

## 延伸阅读
[在维基数据编辑]
 《三國志·卷20》，出自陳壽《三國志》